# نویکیرشن (باواریای پایین)
نویکیرشن (باواریای پایین) (به آلمانی: Neukirchen, Lower Bavaria) یک شهر در آلمان است که در بایرن واقع شده‌است.

## خصوصیات
نویکیرشن ۲۴٫۴۵ کیلومترمربع مساحت دارد ۳۷۵ متر بالاتر از سطح دریا واقع شده‌است.